# 山田菜菜
山田菜菜（日语：／ Yamada Nana */?，1992年4月3日—）是日本前女藝人、YouTuber，本名中山菜菜（日语：／ Nakayama Nana */?），為女子偶像團體NMB48前成員，曾為Team M隊長，大阪府出身，前所屬經紀公司為Showtitle。2010年以NMB48一期生身份出道。2014年2月24日至2015年4月期間，兼任SKE48 Team KII成員。2015年4月3日自NMB48畢業。2021年3月31日，自演藝圈引退。
加入NMB48前，曾是已解散的早安家族團體SI☆NA的四名團員之一。其弟為傑尼斯事務所的中山優馬，其妹為NMB48前成員山田壽壽。

## 經歷

### 加入早安家族
2005年，山田參加了「Hello! Project 關西徵選2005」，以Hello! Project 關西研修生的身分被採用。她當時使用的名字為「中山菜菜」（中山菜々）。2008年4月，她的研修生涯結束，跟須磨愛、岩嶋雅奈未、阿部麻美組成名為「SI☆NA」的四人女子組合。2009年7月，山田以「專心學業」為理由，從SI☆NA畢業離團，演藝活動暫時停止，SI☆NA亦變為三人組。在山田加入NMB48後，SI☆NA亦在2011年4月17日解散。

### 加入NMB48
2010年9月，山田參加了NMB48一期生徵選會，並在7,256名報名者中脫穎而出，成為NMB48的26名首批成員之一。這班第1期研究生於10月9日的「AKB48 東京秋祭」（AKB48 東京秋祭り）演唱會上，隨着NMB48版本的《overture》的播放，在舞台上首次亮相，但沒有作任何表演，只有自我介紹。山田自此正式回到演藝界。
同年10月17日，NMB48參與了姊妹組合SKE48的「這汗量不是鬧著玩的」（汗の量はハンパじゃない）演唱會。這次是她們第一次舞台表演。她們在演唱會中跟SKE48同台演唱《馬路須加學園頂尖藍調》（マジジョテッペンブルース）一曲。12月18日，在AKB48於大阪巨蛋舉辦的《Beginner》全國握手會中，NMB48進行驚喜突擊現場表演，演唱了她們的第一首原創歌曲《NMB48》。

### Team N時期
2011年，隨着大阪市難波的NMB48劇場落成開啟，NMB48亦開始進行劇場公演。在25名第1期生中，山田獲選為能夠參與1月1日首場公演的16名成員之一，演唱曲目沿用AKB48 Team A第三輪公演「為了誰」（A3）。NMB48的首場公演約240名觀眾，全院滿座。三個月後，NMB48在3月10日宣布設立首支小分隊Team N，山田獲選為Team N的16名成員之一。
山田晉升至Team N後，亦開始參與AKB48的工作。在2011年5月發行的AKB48第21張單曲《Everyday、髮箍》，她被選為演唱B面曲《人的力量》（人の力），為她首次參與AKB48的單曲工作。同年6月18日，AKB48出席在台灣舉辦第22屆金曲獎頒獎典禮，並演唱了《想見你》和《Everyday、髮箍》兩首歌。山田跟山本彩、渡邊美優紀、小笠原茉由、吉田朱里、近藤里奈合共6名隸屬於NMB48的成員亦有隨團演出，為NMB48首次有成員到日本海外表演。
NMB48的出道單曲《絕滅黑髮少女》亦於同年7月發行，山田亦成為16名選拔成員之一。她作為組合中其中一名中心成員，在至今多張單曲全部都進入選拔組。此外，雖然在2011年的AKB48第三屆選拔總選舉未能獲得名次，但在翌年的第四屆選拔總選舉取得第46名，為NMB48中奪得名次的五個成員之一。

### 調到Team M
2013年4月18日，在「NMB48 Request Hour Setlist Best 30」演唱會上，宣布了身為Team N副隊長的山田將會調到NMB48第二支分隊Team M的消息，為在NMB48內部的首次成員調動。消息公布時，會場上反應十分驚訝。營運方面表示，由於希望活化整個組合，故將組合內最年長的山田編組到由第1期生和第2期生組成的Team M。山田當時就此表示「想將NMB48變得更加更加強大。想做一支不輸給Team N、BII和研究生的隊伍」。
5月20日，舉行了山田的最後一場Team N公演，翌日正式加入Team M。10天後，即同月30日，她初次參與Team M的公演，公演曲目為「偶像的黎明」（B4）。
AKB48在同年5月發行的第31張單曲《再見自由式》中，山田跟同是Team M的矢倉楓子一起初次成為AKB48的選拔成員。AKB48第五屆選拔總選舉在單曲發行後正式開始投票。山田在投票首天的預報結果中原本取得第45名；然而由於手機投票出現重複投票的問題，讓她的票數減少18票，調整到2,854票，速報排名亦因此下跌兩名到第47名。雖然如此，她在正式結果中卻大幅躍進至第28名，取得23,950票，在NMB48內僅次於山本彩（第14名）和渡邊美優紀（第15名）。

### 宣布畢業
2014年10月15日，在「NMB48 4th Anniversary Live」上，山田菜菜宣布將自NMB48畢業，畢業公演將訂在2015年4月3日，也就是在自己23歲的生日那天，畢業後將會繼續演藝活動，並且未來將會開設Twitter以繼續和粉絲互動。
在2015年4月3日自NMB48畢業後，山田同之前自NMB48毕业的好友福本爱菜类似，自老東家京樂吉本（KYORAKU吉本.ホールディングス）改签至吉本興業，轉型成為全方位藝人繼續於演藝圈活動。

### 宣布引退
2021年3月31日，山田在個人Twitter宣布自己即日起從Showtitle及演藝圈引退，並感謝粉絲十年來的支持。

## 人物
山田菜菜的自我介紹詞（catch phrase）是「案件發生啦！Nanana！Nanana！Na～na。我要來逮捕大家的心喔！」（事件だよ!ナナナ!ナナナ!ナーナー。みんなのハートを逮捕しちゃうぞっ!）。由於是組合內最年長的成員，故常被成員戲稱為「嬸嬸」、「婆婆」。組合中熟稔的成員有小笠原茉由、渡邊美優紀、山本彩等等。首推成員（推しメン）為白間美瑠，曾將白間的照片用作手提電話的待機畫面。
她跟SKE48的大場美奈同年同月同日出生，血型亦相同。

## 參與曲目

### NMB48單曲CD
|      | 發行日期       | 單曲名稱             | 參與歌曲名稱         | 名義   | 備註                 |
| ---- | -------------- | -------------------- | -------------------- | ------ | -------------------- |
| 1st  | 2011年 7月20日 | 絕滅黑髮少女         | 絕滅黑髮少女         |        | A面曲                |
| 1st  | 2011年 7月20日 | 絕滅黑髮少女         | 青春的單圈時間       |        |                      |
| 1st  | 2011年 7月20日 | 絕滅黑髮少女         | 我輸了的夏天         | 白組   |                      |
| 1st  | 2011年 7月20日 | 絕滅黑髮少女         | 三日月的背影         |        |                      |
| 2nd  | 10月19日       | Oh My God!           | Oh My God!           |        | A面曲                |
| 2nd  | 10月19日       | Oh My God!           | 我在等待             |        |                      |
| 2nd  | 10月19日       | Oh My God!           | 結晶                 | 白組   |                      |
| 2nd  | 10月19日       | Oh My God!           | 謊言的天秤           | NMB7   |                      |
| 3rd  | 2012年 2月8日  | 純情U-19             | 純情U-19             |        | A面曲                |
| 3rd  | 2012年 2月8日  | 純情U-19             | 努力的水滴           | 白組   |                      |
| 3rd  | 2012年 2月8日  | 純情U-19             | 戀愛的速度           | NMB7   |                      |
| 4th  | 5月9日         | 海岸邊最可愛的女孩！ | 海岸邊最可愛的女孩！ |        | A面曲                |
| 4th  | 5月9日         | 海岸邊最可愛的女孩！ | 初戀的方向和PLAYBALL | NMB7   |                      |
| 4th  | 5月9日         | 海岸邊最可愛的女孩！ | 如果我再大膽一點     | 紅組   |                      |
| 5th  | 8月8日         | Virginity            | Virginity            |        | A面曲                |
| 5th  | 8月8日         | Virginity            | 妄想女朋友           |        |                      |
| 5th  | 8月8日         | Virginity            | 我們的帆船賽         | 白組   |                      |
| 6th  | 11月7日        | 北川謙二             | 北川謙二             |        | A面曲                |
| 6th  | 11月7日        | 北川謙二             | 戀愛被害屆           | 紅組   |                      |
| 7th  | 2013年 6月19日 | 我們的發現           | 我們的發現           |        | A面曲                |
| 7th  | 2013年 6月19日 | 我們的發現           | 傳不到的傳達物       |        |                      |
| 7th  | 2013年 6月19日 | 我們的發現           | 臼齒                 | 白組   |                      |
| 8th  | 10月2日        | 大葱鸭们             | 大葱鸭们             |        | A面曲                |
| 8th  | 10月2日        | 大葱鸭们             | 在倾盆暴雨的青春之中 | 白組   |                      |
| 9th  | 2014年 3月26日 | 高山上的蘋果         | 高山上的蘋果         |        | A面曲                |
| 9th  | 2014年 3月26日 | 高山上的蘋果         | 打水漂               | 紅組   |                      |
| 10th | 11月5日        | 真不像我             | 真不像我             |        | A面曲                |
| 10th | 11月5日        | 真不像我             | 朋友                 |        |                      |
| 10th | 11月5日        | 真不像我             | 右手上的戒指         | Team M |                      |
| 11th | 2015年 3月31日 | Don't look back!     | Don't look back!     |        | A面曲 初次单独center |
| 11th | 2015年 3月31日 | Don't look back!     | 毕业旅行             |        |                      |
| 11th | 2015年 3月31日 | Don't look back!     | 心中、大喊。         | Team M |                      |
| 11th | 2015年 3月31日 | Don't look back!     | 大家、最喜欢         |        | 独唱                 |

### NMB48專輯CD
|     | 發行日期       | 專輯名稱                        | 參與歌曲名稱                   | 名義   | 備註 |
| --- | -------------- | ------------------------------- | ------------------------------ | ------ | ---- |
| 1st | 2013年 2月27日 | 尖端頂點之上！                  | 尖端頂點之上！                 |        |      |
| 1st | 2013年 2月27日 | 尖端頂點之上！                  | 12月31日                       |        |      |
| 1st | 2013年 2月27日 | 尖端頂點之上！                  | Lily                           | Team N |      |
| 1st | 2013年 2月27日 | 尖端頂點之上！                  | 讀了太宰治嗎？                 |        |      |
| 2nd | 2014年 8月13日 | 世界的中心是大阪 ～難波自治區～ | 伊維薩女孩                     |        |      |
| 2nd | 2014年 8月13日 | 世界的中心是大阪 ～難波自治區～ | 夏日催眠術                     | Team M |      |
| 2nd | 2014年 8月13日 | 世界的中心是大阪 ～難波自治區～ | 最盛期                         |        |      |
| 2nd | 2014年 8月13日 | 世界的中心是大阪 ～難波自治區～ | 「別在意學生手冊的照片」的法則 |        |      |

### SKE48單曲CD
|      | 發行日期       | 單曲名稱   | 參與歌曲名稱    | 名義     | 備註  |
| ---- | -------------- | ---------- | --------------- | -------- | ----- |
| 15th | 2014年 7月30日 | 笨拙的太阳 | 笨拙的太阳      |          | A面曲 |
| 15th | 2014年 7月30日 | 笨拙的太阳 | 再见了 昨天的我 | Team KII |       |
| 16th | 12月10日       | 12月的袋鼠 | 12月的袋鼠      |          | A面曲 |
| 16th | 12月10日       | 12月的袋鼠 | DA DA 机关枪    | Team KII |       |

### AKB48單曲CD
|      | 發行日期        | 單曲名稱 | 參與歌曲名稱     | 名義                | 備註  |
| ---- | --------------- | --- | ---------------- | ------------------- | ----- |
| 21st | 2011年 5月25日  | Everyday、髮箍 | 人的力量         | Under Girls         |       |
| 27th | 2012年 8月29日  | 格子花紋 | DoReMiFa音痴     | Next Girls          |       |
| 28th | 10月31日        | UZA | 下一個Season     | Under Girls         |       |
| 29th | 12月5日         | 永遠的壓力 | HA!              | NMB48               |       |
| 30th | 2013年 2月20日  | So long! | Waiting room     | Under Girls         |       |
| 31st | 5月22日         | 再見自由式 | 再見自由式       |                     | A面曲 |
| 32nd | 8月21日         | 戀愛的幸運餅乾 | 想了一下愛的定義 | Under Girls         |       |
| 34th | 12月11日        | 倘若在梧桐树的路上对你说 “我梦见了你的微笑”之后 我们的关系会有什么样的变化呢﹑ 我兀自持续想了好多天 最后有点难为情地得到了一个结论 | 遇见你之后我变了 | NMB48               |       |
| 35th | 2014年 2月26日  | 只能向前走 | KONJO            | Talking Chimpanzees |       |
| 37th | 2014年 8月27日  | 心意告示牌 | 某人投的球       | Under Girls         |       |
| 38th | 2014年 11月27日 | 希望無限 | 我想歌唱         | 嘉德麗亞蘭組        |       |
| 39th | 2015年 3月5日   | Green Flash | 龐克搖滾         | NMB48               |       |

### AKB48專輯CD
|     | 發行日期       | 專輯名稱                     | 參與歌曲名稱      | 名義                       | 備註 |
| --- | -------------- | ---------------------------- | ----------------- | -------------------------- | ---- |
| 3rd | 2011年 6月8日  | 就是在這裡                   | 就是在這裡        | AKB48、SKE48、SDN48和NMB48 |      |
| 4th | 2012年 8月15日 | 1830m                        | 在曾經看見的海底  | Up-and-coming girls        |      |
| 4th | 2012年 8月15日 | 1830m                        | 藍天 不會寂寞嗎？ | AKB48、SKE48、NMB48和HKT48 |      |
| 5th | 2014年 1月22日 | 未来轨迹                     | 欠JJ的东西        |                            |      |
| 6th | 2015年 1月21日 | 這裡是羅德斯島、在這裡跳吧！ | 繼續活下去        |                            |      |

### 劇場公演

#### NMB48
- Team N 1st Stage「为了谁」公演
  - 《海市蜃樓》（蜃気楼）
  - 《制服真礙事》（制服が邪魔をする）
  - 在全员曲《小池》中，山田菜菜有用大阪腔念出的几段台词。

- Team N 2nd Stage「青春女孩」公演
  - 《禁忌的2人》（禁じられた2人）
  - 《放浪之夏》（ふしだらな夏）

- Team M 1st Stage「偶像的黎明」公演
  - 《口对口的巧克力》（口移しのチョコレート）
  - 《天國野郎》（天国野郎）

- Team M 2nd Stage「RESET」公演
  - 《心端的沙發》（心の端のソファー）

#### SKE48
- Team KII 5th Stage「彈珠汽水的飲用方法」公演
  - 《用眼神告別》（眼差しサヨナラ）

## 演出

### 綜藝及資訊節目
- 《明星尋找太郎》「NMB48計劃」（東京電視台）
- 《AKBINGO!》（2011年2月2日、2013年1月2日－，日本電視台）
- 《早安朝日》（2011年3月22日－，ABC電視台）：定期報導人員
- 《發現！仰天！首映！！！週六不行喲！》（2011年－，讀賣電視台）
- 《Docking48》（2011年4月19日－2013年3月26日，關西電視台）
- 《難波撫子》（2011年7月12日－12月28日，日本電視台）
- 《NMB48 藝人！》（2012年7月3日－9月25日，日本電視台）[31]
  - 《NMB48 藝人!!2》（2013年4月3日－6月19日，日本電視台）
  - 《NMB48 藝人!!3》（2014年7月4日－，日本電視台）
- 《有吉AKB共和国》（2013年1月7日、14日，TBS）
- 《NMB和學習君》（2013年4月11日－，關西電視台）

### 廣播節目
- 《NMB48学園》（2011年4月9日－，ABC廣播）
- 《NMB48電台》（2013年5月26日 - 、NHK-FM)

### 電影
- 《NMB48 藝人！THE MOVIE 搞笑青春女孩！》（2013年8月1日上映）[32]

## 外部連結
- 山田菜菜官方粉絲俱樂部（日語）
- Showtitle個人介紹頁（日語）
- NMB48個人介紹頁（日語）
- NMB48官方部落格「山田菜菜」（日語）（2010年12月18日－2014年10月18日）
- SKE48個人介紹頁（日語）
- 山田菜菜的X（前Twitter）（日語）（2014年10月16日－）
- 山田菜菜的Instagram帳戶（日語）
- 山田菜菜的TikTok（日語）
- 山田菜菜 官方部落格 - 日本雅虎部落格（日語）（2015年6月4日－17日）
- 山田菜菜的Ameba部落格（日語）
- 山田菜菜的Google+（日語）
- YouTube上的山田菜菜頻道（日語）